# Comuna Narijjea, Semenivka
Narijjea (în ucraineană Наріжжя) este o comună în raionul Semenivka, regiunea Poltava, Ucraina, formată din satele Matviivka, Narijjea (reședința) și Novîi Kalkaiiv.

## Demografie
Componența lingvistică a comunei Narijjea
     Ucraineană (98,1%)
     Rusă (1,79%)
     Alte limbi (0,11%)
Conform recensământului din 2001, majoritatea populației comunei Narijjea era vorbitoare de ucraineană (98,1%), existând în minoritate și vorbitori de rusă (1,79%).